# Tokunagaia ikip
Tokunagaia ikip är en tvåvingeart som beskrevs av Makarchenko 2007. Tokunagaia ikip ingår i släktet Tokunagaia och familjen fjädermyggor. Inga underarter finns listade i Catalogue of Life.